# Anthologia Planudea

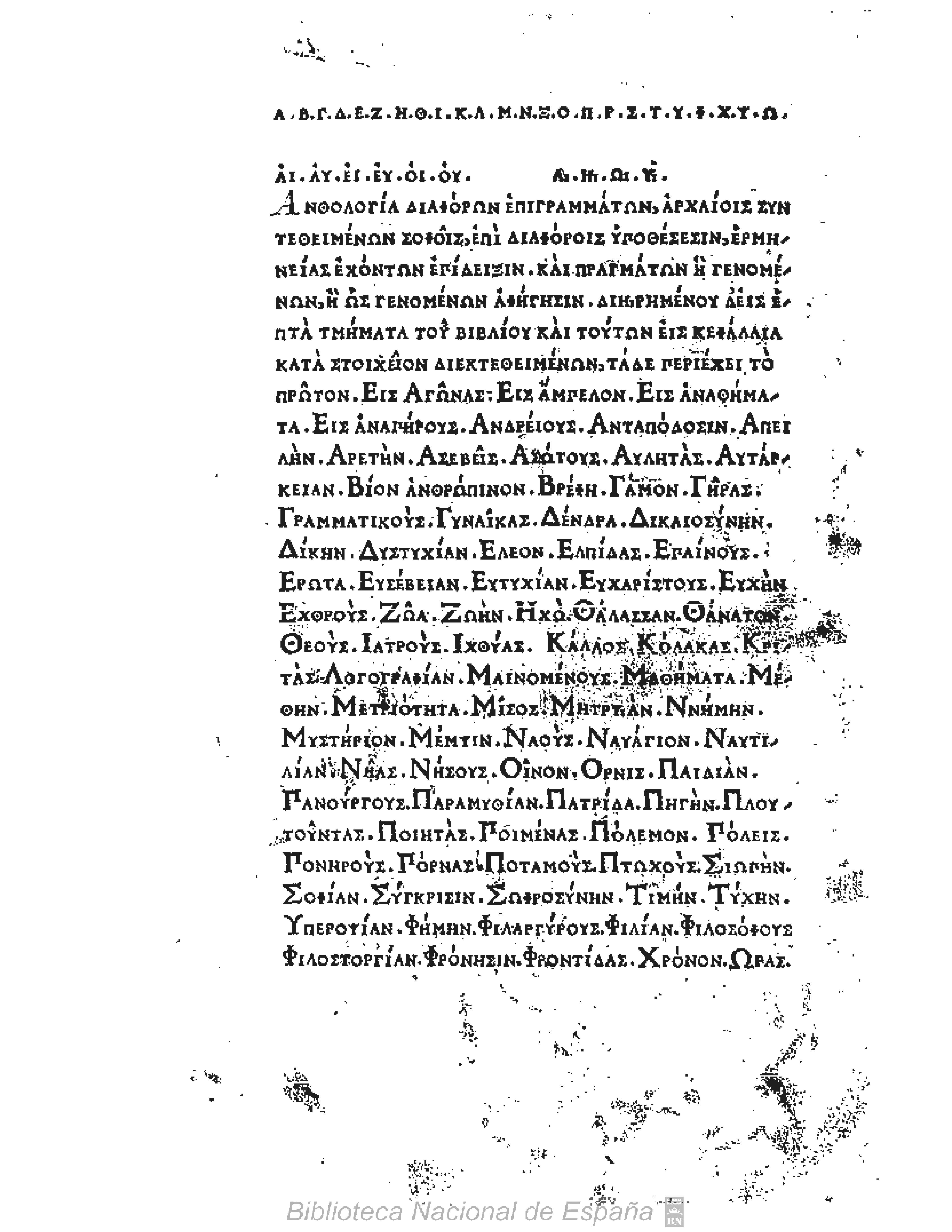
Sida ur den 1494 tryckta utgåvan av Anthologia Planudea.

Anthologia Planudea är en handskriftssamling av grekisk poesi, namngiven efter Maximus Planudes som gjorde sammanställningen.
Den trycktes första gången i Florens 1494 av Janus Lascaris. Anthologia Planudea bygger främst på Anthologia Palatina men rymmer även nästan 400 epigram som inte upptas där.